# 36 Pegasi
36 Pegasi är en orange jätte i stjärnbilden Pegasus.
36 Pegasi har visuell magnitud +5,57 och är synlig för blotta ögat vid någorlunda god seeing. Den befinner sig på ett avstånd av ungefär 595 ljusår.